# Lisette Morelos
Pour les articles homonymes, voir Morelos.
Lisette Morelos,  (née Lisette Garcia Morelos Zaragoza le 21 mai 1978 à Mexico est une actrice
mexicaine.

## Filmographie

### Télévision
- 1996 : Tû y yo : Linda
- 1997 : El secreto de Alejandra : Carola Cavalle
- 1997-1998 : Camila : Ingrid Valverde
- 1999 : Alma rebelde : Ana Cristiana Rivera Hil de Hernandez
- 2000-2001 : Carita de Angel : Cecilia Santos de Larios
- 2001-2002 : Mujer, Cason de la Vida Real : Valorios roles
- 2002 : iVivan losninos : Andriana Espinoza
- 2004 : Angel rebelde : Natacha Covarruli
- 2009 : Alma Indomable : Monica Sorrento
- 2010 : Nima de corazon : Mora Gasca
- 2010 : Aurora : Blanca Ponce Leon
- 2012 : Infames : Sol Frient
- 2013 : Fortuna : Alicia Altamira
- 2014 : La impostora : Blanca Guerro
- 2016 : Un camino hacia el destino : Amelia Altamira
- 2018 : Por amar sin ley : Mariana